# آپاچی فلاتس (آریزونا)
آپاچی فلاتس (به انگلیسی: Apache Flats) یک منطقهٔ مسکونی در ایالات متحده آمریکا است که در آریزونا واقع شده‌است. آپاچی فلاتس ۱٬۵۰۹ متر بالاتر از سطح دریا واقع شده‌است.